# Аргишти II
Аргишти II или Аргишти, сын Русы — царь Урарту, правивший около 714—685 гг. до н. э., сын царя Урарту Русы I. Аргишти известен не только благодаря своим клинописным памятникам, сохранившимся до наших дней, но и благодаря упоминанию в письменных источниках ассирийского царя Саргона II, современником которого он являлся.

## Восстановление государства
Аргишти II вступил на урартский престол, вероятно, сразу после того как его отец Руса I в 714 году до н. э., по словам ассирийского царя Саргона II, «услышав о разгроме Мусасира и пленении своего бога Халдиа, своими собственными руками поясным железным кинжалом покончил жизнь свою». Сохранившиеся документы, в том числе дошедшие до нас клинописные тексты самого Аргишти II, довольно слабо освещают историю Урарту его времени. Очевидно, что после похода VIII года правления Саргона II Урарту всё же сохранило свою независимость, хотя царь Ассирии не потерял интереса к происходящему на ассирийско-урартских рубежах и в следующие несколько лет организовал победоносные походы против союзников и вассалов Аргишти II — правителя Табала и Миты, вождя мушков (мосхов) и царя Куммуха, кроме того, Саргон продолжил возводить укрепления и осуществлять военный шпионаж в приграничных с Урарту районах.
В последние годы своего правления Саргон II вынужден был сосредоточить своё внимание на других проблемах и отвлечься от вопросов, связанных с Урарту.
Так же действовал и его наследник, что дало Аргишти время и силы для восстановления своего государства после поражения, нанесённого ассирийцами в 714 году до н. э. Клинописные источники говорят о масштабных строительных работах, проводившихся Аргишти II в центре Урарту, в том числе и в тех районах, через которые во главе своей армии прошёл Саргон. Две стелы Аргишти, найденные недалеко от Арджиша, повествуют о строительстве города, постройке оросительного канала и сооружении искусственного озера.
Надпись на обеих сторонах большой стелы, обнаруженной в селе Хаги недалеко от Арджиша (возможно, происходящей из развалин древнего урартского города), сообщающая об основании города Тактумниа, сооружении искусственного озера (источником для которого служила река Калиала) и оросительного канала, устройстве садов и виноградников, помимо прочего, содержит титулатуру Аргишти II:

Величием бога Халди Аргишти, сын Руса, царь могущественный, царь страны Биаинили, слуга бога Халди, верный пастырь народа, (который) величием бога Халди… не боялся сражения.

Судя по всему, Аргишти II занимал престол Урарту в течение почти всего царствовыния ассирийского царя Синаххериба (убит ок. 681 г. до н. э.), наследовавшего своему отцу Саргону II около 705 г. до н. э. Ассирийские источники того периода ничего не говорят о событиях, относящихся Урарту, вероятно, потому, что Синахериб был занят войнами с другими соседями Ассирии. Сохранившиеся до наших дней письменные источники не позволяют установить время окончания правления Аргишти II. В текстах ассирийского царя Асархаддона, сына и наследника Синаххериба, в качестве царя Урарту упоминается
уже Руса II, сын Аргишти.

## Киммерийская угроза и восточный поход
Во время правления Аргишти II, как и в период царствования Русы I, на северных и северо-восточных рубежах государства нарастала угроза вторжения из Кавказа кочевых племён киммерийцев. Урарту оставалось в безопасности до тех пор, пока граница вдоль озера Севан надёжно охранялась, однако, как только киммерийцы вторглись в долину Аракса, урарты лишились удобной линии обороны на северо-востоке. При Аргишти II киммерийцы уже заняли и разоряли существенную часть северных районов Урарту, постепенно двигаясь в сторону Фригии, столицу которой они впоследствии захватили и разрушили (ок. 685 г. до н. э.). Аргишти выступил против киммерийцев в 707 году до н. э., но, как и его отец семью-восемью годами ранее, потерпел поражение. Сейчас невозможно понять причины этого поражения, однако, судя по всему, оно не стало решающим, поскольку после него Аргишти II оставался во главе Урарту ещё более двадцати лет.
Вероятно, крепость, дворец, храм и вообще поселение в Алтин-Тепе на северо-западной границе Урарту (к востоку от современного Эрзинкана) были возведены в период правления Аргишти II — один предмет с надписью из Алтин-Тепе датирован периодом его правления. Если это верно, то укреплённое поселение в Алтин-Тепе могло быть создано для обеспечения обороны от возвращавшихся из Центральной Анатолии киммерийцев.
Две идентичные надписи Аргишти II, сохранившиеся к северо-востоку от Сараба у подножия южного склона потухшего вулкана Себелан, недалеко от дороги из Тебриза в Ардебиль, повествуют о его военной активности или даже экспансии в районе восточной границы Урарту, в результате которой он, вероятно, дошёл до районов, вплотную прилегающих к Каспийскому морю:

Величием бога Халди Аргишти, сын Руса, говорит: устроил (?) я поход в страну Архи; победил я страну Ушулу, страну Буку, дошел до реки; оттуда повернулся (и) победил страну Гирдуни (?), страну Гитухани, страну Туишду; город Рутумни (?) я завоевал. Завоевал я (много) стран (и) сделал их (моими) данниками, а также эту крепость завоевал я в бою, (затем заново) отстроил (и) установил (для неё) имя — город Аргшптиирду (букв. Наместника (царя) Аргишти), для могущества страны Биаинили (и) усмирения (?) вражеских стран.

По мнению Н. В. Арутюняна, восточный поход Аргишти II начинался, очевидно, по тому же маршруту, что и предыдущий поход Сардури II против страны Пулуади, то есть, по дороге Ван — Эрчек — Кязым-паша — Котур — Хой — Меренд — Тебриз. Однако от Тебриза армия Аргишти II двинулась, вероятно, иным путём — через Сараб к Ардебилю. По-видимому, именно вдоль этого маршрута располагались страны Архи, Ушулу (Ушулуни), Буку, Гирдуни (?), Гитухани и Туишду (Туишдуни).